# Vutcani
Vutcani es una comuna ubicada en el distrito de Vaslui, Rumania.

## Superficie
Posee una superficie de 68,05 kilómetros cuadrados.

## Demografía
Hasta 2021 la población era de 1527 habitantes, con una densidad de población de 22,44 habitantes por kilómetro cuadrado.